# Charles de Joyeuse
Charles  de Joyeuse, mort v. 1502, est un prélat français du XVe siècle.

## Biographie
Il est un fils de Tanneguy, vicomte de Joyeuse, et de Blanche de Tournon. 
Charles  est abbé de Chambon et  évêque de Saint-Flour de 1483/1493 à 1502.  Son neveu Louis lui succède.